# 佩爾·弗羅
佩爾·弗羅（挪威語：Per-Egil Flo；1989年1月18日—）是一位芬蘭足球運動員。在場上的位置是後衛。他現在效力於挪威足球超級聯賽球隊莫迪足球俱樂部。他也代表芬蘭國家足球隊參賽。